# Hywel Williams
Hywel Williams (Pwllheli, 14 de maig de 1953) és un polític gal·lès i membre del Parlament per Plaid Cymru de la circumscripció de Caernarfon, ocupada prèviament per Dafydd Wigley, des de l'any 2001 fins al 2010 i actualment de la circumscripció d'Arfon.

## Biografia
Hywel Williams va nàixer a Pwllheli el 1953 i estudià a Ysgol Glan y Mor a la mateixa ciutat. Més endavant estudià psicologia a la Universitat de Gal·les de Cardiff i després practicà a la Universitat de Gal·les de Bangor abans d'esdevenir un professional del servei de salut mental.
Abans de la seva elecció al juny del 2001, treballava com a docent a la Universitat i consultant. També ha treballat com a director de projecte per a Gofal Cymru i com a portaveu del Grup d'Acció contra la Pobresa Juvenil a Gal·les. Ocupà diversos en organismes que dirigeixen la formació dels treballadors socials i ha estat a l'origen de moltes iniciatives per a desenvolupar els servicis socials en llengua gal·lesa.
Hywel fou elegit com a representant de la circumscripció de Caernarfon el 2001. Obtingué el 44% dels vots, i a les eleccions del 2005 més del 45% amb una majoria superior als 5.200 vots. Al maig del 2010 es presentà a la circumscripció d'Arfon on fou elegit amb el 35,98% i una majoria de 1.455 vots respecte al seu rival laborista.
A la Cambra dels Comuns del Regne Unit, Hywel pertany al Comitè dels Afers Gal·lesos que funciona molt a prop de l'Assemblea Nacional per Gal·les. Les seves missions parlamentàries al si del Plaid Cymru corresponen als àmbits de feina i pensions, minusvalidesa i salut.

## Implicació a favor dels drets de les minories
Hywel Williams s'ha destacat pel seu suport als drets de les minories. L'1 de setembre de 2007 Williams va visitar el Festival cultural kurd a Gelsenkirchen (Alemanya), i feu un discurs sobre la importància de conservar la llengua kurda. A més a més en una entrevista del 2007 el polític va expressar el seu suport per a la creació d'un Kurdistan independent tot declarant que aquest no representaria cap amenaça per a Turquia.
El 2010 Williams es feu més famós encara internacionalment per la moció que presentà al Parlament del Regne Unit amb el seu partit (el Plaid Cymru) i el Partit Nacional Escocès, per donar suport a Catalunya arran de la retallada de l'Estatut de Catalunya. Aquesta moció que afirma que 'Catalunya és una nació' ha rebut el suport de més d'una dotzena de diputats de la cambra.
Williams tornà a manifestar-se una altra vegada a favor de Catalunya el 10 de setembre, el dia abans la Manifestació "Catalunya, nou estat d'Europa", presentant una moció al Parlament del Regne Unit que lamenta que Catalunya no pugui decidir si vol ser independent.